# Arnicratea grahamii
Arnicratea grahamii är en benvedsväxtart som först beskrevs av Wight, och fick sitt nu gällande namn av N. Hallé. Arnicratea grahamii ingår i släktet Arnicratea och familjen Celastraceae. Inga underarter finns listade.